# N'dalatando
N'dalatando är en provinshuvudstad i Angola.   Den ligger i provinsen Cuanza Norte, i den nordvästra delen av landet, 190 km öster om huvudstaden Luanda. N'dalatando ligger 795 meter över havet och antalet invånare är 46 606.
Terrängen runt N'dalatando är lite kuperad. Runt N'dalatando är det ganska glesbefolkat, med 23 invånare per kvadratkilometer.. Det finns inga andra samhällen i närheten. 
I omgivningarna runt N'dalatando växer huvudsakligen savannskog.